# El inversor inteligente
El inversor inteligente (título original:The Intelligent Investor) de Benjamin Graham, publicado por primera vez en 1949, es un libro ampliamente aclamado sobre inversión de valor. El libro proporciona estrategias sobre cómo utilizar con éxito la inversión en valor en el mercado de valores. Históricamente, el libro ha sido uno de los más populares sobre inversiones y el legado de Graham permanece.

## Antecedentes e historia
The Intelligent Investor se basa en el value investing (inversión en valor), un enfoque de inversión que Graham comenzó a enseñar en la Columbia Business School en 1928 y que posteriormente perfeccionó con David Dodd. Este sentimiento fue repetido por otros discípulos de Graham como Irving Kahn y Walter Schloss. Warren Buffett leyó el libro a los 20 años y comenzó a utilizar la inversión de valor enseñada por Graham para crear su propia cartera de inversiones.
The Intelligent Investor también marca una desviación significativa en la selección de valores de los trabajos anteriores de Graham, como Análisis de seguridad. Es decir, en lugar de un análisis extenso de una empresa individual, simplemente propone aplicar criterios de ganancias simples y comprar un grupo de empresas. Explicó el cambio como:

Lo que he estado enfatizando en mi propio trabajo durante los últimos años ha sido el enfoque grupal. Para tratar de comprar grupos de acciones que cumplan con algún criterio simple para estar infravaloradas, independientemente de la industria y con muy poca atención a la empresa individual... Descubrí que los resultados fueron muy buenos durante 50 años. Ciertamente lo hicieron el doble de bien que el Dow Jones. Y así mi entusiasmo se ha trasladado del enfoque selectivo al grupal. Lo que quiero es una relación de ganancias dos veces mejor que la relación de interés de los bonos que suele ser la mayoría de los años. También se puede aplicar un criterio de dividendo o un criterio de valor de activo y obtener buenos resultados. Mi investigación indica que los mejores resultados provienen de criterios de ganancias simples.

## Análisis

### Inversión en valor
El principal enfoque de inversión de Graham descrito en El inversor inteligente es el de la inversión de valor. La inversión de valor es una estrategia de inversión que se enfoca en acciones infravaloradas de empresas que tienen la capacidad como negocios para tener un buen desempeño a largo plazo. La inversión en valor no está relacionada con las tendencias a corto plazo en el mercado o los movimientos diarios de las acciones. Esto se debe a que las estrategias de inversión en valor creen que el mercado reacciona a los cambios de precios a corto plazo, sin tener en cuenta los fundamentos de una empresa para el crecimiento a largo plazo. En sus términos más básicos, la inversión en valor se basa en la premisa de que si se conoce el verdadero valor de una acción, entonces se pueden obtener grandes retornos si se compra esa acción con descuento. Para determinar el valor, los inversores utilizan el análisis fundamental. Matemáticamente, al multiplicar las ganancias previstas durante un cierto número de años por el factor de capitalización de una empresa, se puede determinar el valor y luego compararlo con el precio real de una acción. Hay cinco factores que se incluyen para determinar el factor de capitalización, que son las perspectivas de crecimiento a largo plazo, la calidad de la gestión, la solidez financiera y la estructura de capital, el registro de dividendos y la tasa de dividendos actual. Para comprender estos factores, los inversores de valor analizan las finanzas de una empresa, como los informes anuales, los estados de flujo de caja y el EBITDA, y las previsiones y el rendimiento de los ejecutivos de la empresa. Toda esta información está disponible en línea tal como está requerido para cada empresa pública por la SEC.

## Recepción
Benjamin Graham es considerado como el padre de la inversión de valor y El inversor inteligente fue muy apreciado por el público y lo sigue siendo. Ronald Moy, profesor de economía y finanzas en la Universidad de St. John, explica que “La influencia de la metodología de Graham es indiscutible. Sus discípulos representan un virtual quién es quién de los inversores de valor, incluidos Warren Buffett, Bill Ruane y Walter Schloss”. Warren Buffett es considerado un inversor brillante y el discípulo más conocido de Graham. Según Buffett, The Intelligent Investor es "Con mucho, el mejor libro sobre inversiones jamás escrito". Ken Faulkberry, fundador de Arbor Investment Planner, afirma: "Si solo pudiera comprar un libro de inversión en su vida, probablemente este sería el indicado". Muchas de las estrategias de inversión de Graham explicadas en el libro sigue siendo útil hoy en día a pesar del crecimiento masivo y el cambio en la economía. El académico Kenneth D. Roose de Oberlin College escribe: "El libro de Graham continúa brindando una de las discusiones más claras, legibles y sabias de los problemas del inversionista promedio”. The Intelligent Investor fue recibido con elogios por parte de académicos económicos e inversionistas comunes y continúa siendo un libro de inversión de primer nivel en la actualidad.

## Ediciones
Desde que se publicó el trabajo en 1949, Graham lo revisó varias veces, la más reciente en 1971-1972. Esto se publicó en 1973 como la "Cuarta edición revisada", e incluía un prefacio y apéndices de Warren Buffett. Graham murió en 1976. Jason Zweig agregó comentarios y nuevas notas al pie de página a la cuarta edición, y esta nueva revisión se publicó en 2003.
- The Intelligent Investor (Reedición de la edición de 1949) de Benjamin Graham. Collins, 2005, 269 páginas.
- The Intelligent Investor por Benjamin Graham, 1949, 1954, 1959, 1965 (Número de tarjeta de catálogo de la Biblioteca del Congreso 64-7552) por Harper & Row Publishers Inc, Nueva York.
- The Intelligent Investor (edición revisada de 1973) por Benjamin Graham y Jason Zweig. HarperBusiness Essentials, 2003, 640 páginas.

El 7 de julio de 2015 también se publicó una versión de audio íntegra de la edición revisada de The Intelligent Investor.

## Contenido del libro
edición 2003
- Introducción: Lo que este libro espera lograr
- Comentario sobre la Introducción

1. Inversión versus Especulación: Resultados a Esperar del Inversionista Inteligente
2. El inversor y la inflación
3. Un siglo de mercado de valores Historia: el nivel de los precios del mercado de valores a principios de 1972
4. Política General de Cartera: El Inversionista Defensivo
5. El inversor defensivo y las acciones ordinarias
6. Política de Cartera para el Inversionista Emprendedor: Enfoque Negativo
7. Política de Cartera para el Inversionista Emprendedor: El Lado Positivo
8. El inversor y las fluctuaciones del mercado
9. Invertir en Fondos de Inversión
10. El Inversionista y Sus Asesores
11. Análisis de seguridad para el inversor lego: enfoque general
12. Aspectos a tener en cuenta sobre Ganancias por acción
13. Una comparación de cuatro empresas cotizadas
14. Selección de acciones para el inversor defensivo
15. Selección de acciones para el inversor emprendedor
16. Emisiones convertibles y Warrants
17. Cuatro casos extremadamente instructivos y más
18. Una comparación de ocho pares de empresas
19. Accionistas y Gerencias: Dividendo Política
20. "Margen de seguridad" como concepto central de inversión

- Posdata
- Comentario sobre Posdata
- Apéndices

1. Los superinversores de Graham-and-Doddsville
2. Reglas importantes sobre la tributación de los ingresos de inversión y las transacciones de valores (en 1972)
3. Los fundamentos de la tributación de inversiones (actualizado a partir de 2003)
4. La nueva especulación en acciones ordinarias
5. Historia de un caso: Aetna Maintenance Co.
6. Contabilidad fiscal para la adquisición de acciones de Sharon Steel por parte de NVF
7. Empresas Tecnológicas como Inversiones

- Notas finales
- Índice

### Otras lecturas
- Williams, John Burr. La Teoría del Valor de Inversión.